# Arístides Mestres i Oñós
Arístides Mestres i Oñós (Barcelona, 1850 - Montmeló, 29 d'agost de 1899) va ser un poeta i narrador català. Nascut en una família de mestres de cases i arquitectes. Era fill de l'arquitecte de la Ciutat Comtal Josep Oriol Mestres i Esplugas i germà del també artista Apel·les Mestres i Oñós.
Al llarg de la seva vida va col·laborar en diverses publicacions com el diari generalista La Vanguardia, el setmanari satíric L'Esquella de la Torratxa i la Revista técnica de infantería y caballería. Combinà la seva tasca literària amb l'elaboració d'un manual d'escacs i un altre d'esgrima. Signà amb diversos pseudònims com "Martí-Ricart", "Martín Ricart" i Miquelet M.
Entre la seva creació destaca el poema realista Lo món (subtitulat Poema filosòfic en tretze cants) publicat el 1880 que s'enquadra dins de la poesia narrativa popular del darrer quart del segle xix. Escrit seguint el català que ara es parla, és un text metaliterari i autoreferencial. Segons Josep Maria Domingo i Anna Llovera, és una rèplica pugnaç a l'Atlàntida de Jacint Verdaguer i es presenta com a contramodel seu.
Es va casar amb la Dolors Casanovas Claramunt i varen tenir dos fills, en Tiziano i l'Aurèlia.

## Obra
Mestres escrigué el següent llistat d'obres al llarg de la seva carrera literària:
- Qüentos de joventut (1875)
- La Fuente de las salamandras (1880?)[8]
- El Telescopio (1880?)[8]
- Poemas, fábulas, quentos, novelas. Cuadros de l'escola realista en catalá modern (1880)
- Los Viajeros del Far-West[9]
- Historia de unos emigrantes (1880)
- Los tiradores de Alert-Ville (1880)
- Misterios de las praderas (1893; il·lustrada per ell mateix)[9]